# Membrío
Membrío es un municipio y localidad española de la provincia de Cáceres, en la comunidad autónoma de Extremadura. El término municipal, que pertenece al partido judicial de Valencia de Alcántara y a la mancomunidad de la Sierra de San Pedro, tiene una población de 572 habitantes (INE 2024).

## Geografía física

### Localización
Tiene un área de 207,74 km². Con una población de 658 habitantes en 2017 y una densidad de 3,17 hab./km², Membrío está situado a 66 km de Cáceres y a unos treinta kilómetros de la frontera con Portugal en su paso por Valencia de Alcántara.
El término municipal de Membrío tiene los siguientes límites:
- Santiago de Alcántara al oeste;
- Carbajo al noroeste;
- Idanha-a-Nova al norte;
- Alcántara al este;
- Salorino al sur;
- Valencia de Alcántara al suroeste.

### Hidrografía
Curioso es contemplar la pequeña presa construida en el río de manera artesanal con bloques de piedra tallada que cumplen perfectamente su objetivo. Puede verse unas piedras forzadas y es que al parecer durante la Segunda República, 1931-36, algún colectivo de personas quiso destruirla, no consiguiendo violentar más que dos o tres de aquellos bloques. La pequeña presa impide que las bogas (peces autóctonos del río) remonten la misma en primavera cuando pretenden subir corriente arriba para desovar, por Semana Santa (primavera) es muy grato contemplar a un sinfín de peces allí retenidos. 
Tiene el pueblo un pequeño y bonito pantano en el que se permite pescar. En un tiempo en el que el medio ambiente ocupa importancia en nuestras vidas, de la sensibilidad de las autoridades locales dependerá el desarrollo de la riberas del pantano. 
Membrío posee una ribera bordeada de tapias que separan sus huertos y fincas particulares, por la que discurre el arroyo que en tiempos de lluvias es caudaloso y en verano apenas lleva un hilo de agua.

## Naturaleza

### Fauna y flora
En la fauna local están incluidos jabalíes, ciervos, aves rapaces y otras especies protegidas, que tienen un magnífico hábitat entre jaras, retamas, canchales, chaparras, encinas, plantas de romero, etc.

### Geología

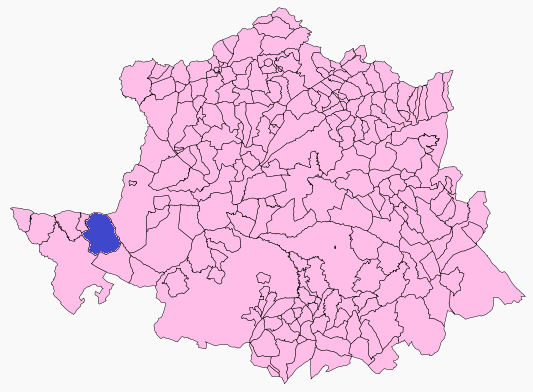
Localización del término municipal de Membrío en la provincia de Cáceres.

Con frecuencia el lugar es visitado por técnicos geológicos que recogen muestras para averiguar si dicho lugar contiene oro, pero aún no se conocen los resultados para las posibilidades reales de la explotación.
En su término municipal y cercanas a la confluencia de la desembocadura del río Salor en el Tajo, existieron unas minas de oro que fueron explotadas a lo largo de la historia y cuya última empresa, de capital inglés, llevaba su ganga por Portugal a Inglaterra. En el año 1831 se cerraron definitivamente a causa de una inundación y porque se consideraban agotadas (fuente Espasa Calpe).
Se puede visitar el bonito entorno y observar los barracones de los trabajadores, el camino que recorrían las carretas, bordeando el montículo para acarrear la mena. En un paraje del mismo existió un nido de águila, en el que el doctor Rodríguez de la Fuente rodó un capítulo de su documental sobre esta rapaz. También se puede observar la boca de la mina, es decir, un pozo en el que lanzando una piedra se comprueba que puede tener sobre setenta y cinco metros de profundidad. Cualquiera que vaya por aquel paraje, podrá observar el lavadero del material que se extraía de la mina, una obra pudiéramos decir a modo de acueducto del río Salor del que tomando parte de su caudal se conducía el agua a un lavadero.

## Historia
Lo fértil del paisaje junto a la abundancia de los recursos naturales, redundan en un poblamiento relativamente temprano, si bien no existe constancia de ningún asentamiento duradero antes del siglo XV. En tiempos recientes, se hallaron en la cercanía del casco urbano unos sarcófagos antropomorfos de extraño parentesco con los hallados en necrópolis célticas.
En 1594 formaba parte de la Tierra de Alcántara en la Provincia de Trujillo
Citada en las crónicas del portugués Marqués das Minas, António Luís de Sousa: «Concentrando num só corpo todas as suas tropas, dirigiu se rápidamente para o Norte deixando Badajoz à sua direita, ocupou de surpresa os lugares de S. Vicente e de Membrio, e travou renhido combate com o inimigo em Brozas.»
A la caída del Antiguo Régimen la localidad se constituye en municipio constitucional en la región de Extremadura, desde 1834 quedó integrado en el Partido Judicial de Valencia de Alcántara. En el censo de 1842 contaba con 530 hogares y 2903 vecinos.

## Demografía
Membrío cuenta con una población de 572 habitantes (INE 2024).

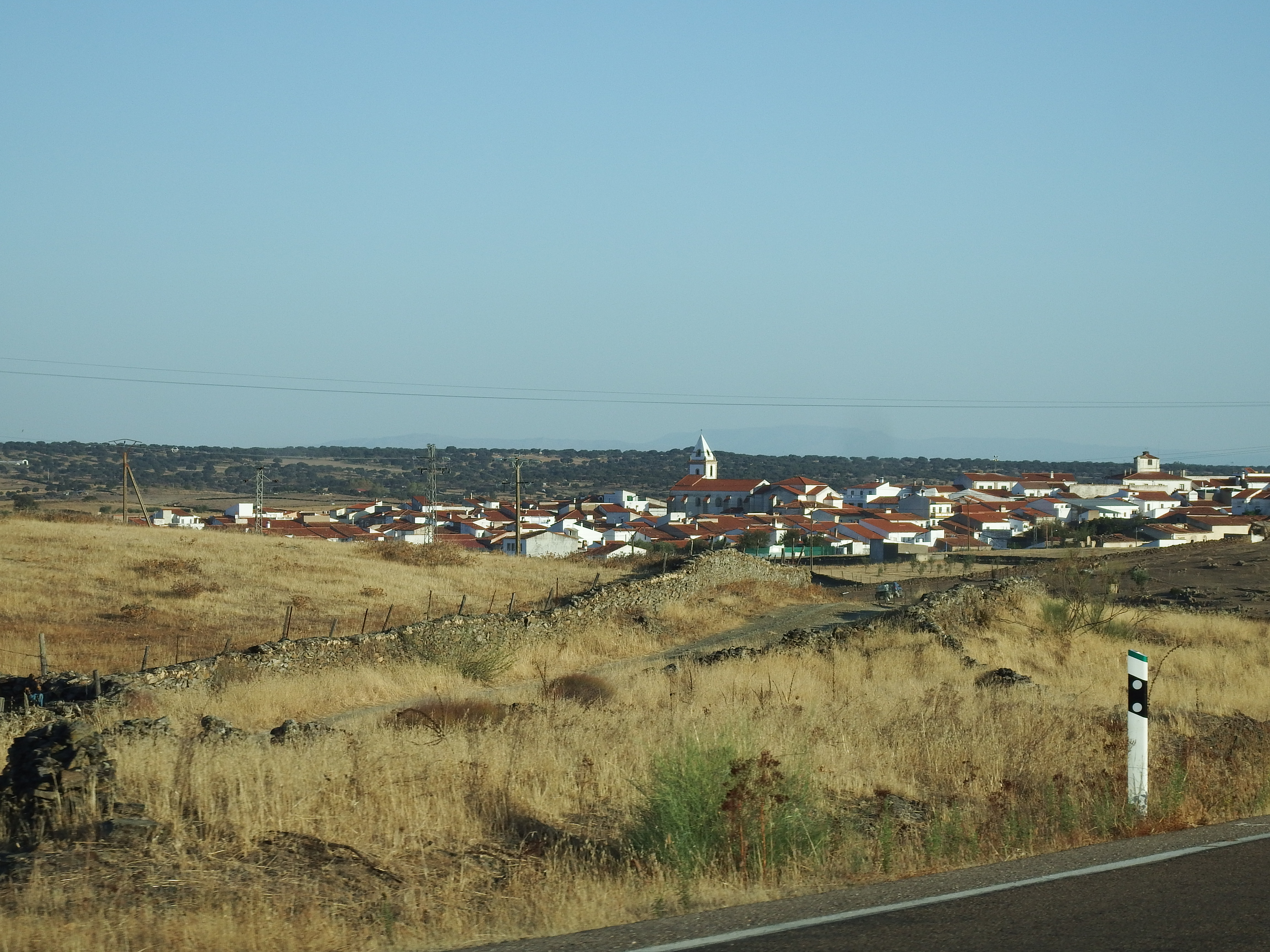
Vista de la población y los campos que lo rodean

| Gráfica de evolución demográfica de Membrío entre 1842 y 2021                                                       |
| |
| Población de derecho según los censos de población del INE Población de hecho según los censos de población del INE |

## Economía
El pueblo cuenta con una cierta riqueza natural: el medio ambiente, su flora y fauna, la explotación especialmente del corcho, los derivados de la leche de cabra y una tímida ganadería (la agricultura está abandonada por improductiva).

## Transportes
El municipio dispone de buenas comunicaciones por carretera, ya que al sur del pueblo pasa la carretera nacional N-521, que une las ciudades de Cáceres y Portalegre y es una de las carreteras de mejor calidad en la provincia. En el término de Membrío, de esta carretera sale hacia el norte la autonómica EX-117, que es la avenida principal del pueblo con el nombre de "avenida del Emigrante" y lleva hacia el norte a Alcántara y Zarza la Mayor. De la EX-117 sale al norte del pueblo un camino rural que lleva a Carbajo, la carretera provincial CC-126. Pese a ser un pueblo fronterizo, a través de su término no hay conexión por carretera con Portugal, ya que en la frontera de Membrío se halla parte del parque natural del Tajo Internacional.

## Servicios públicos

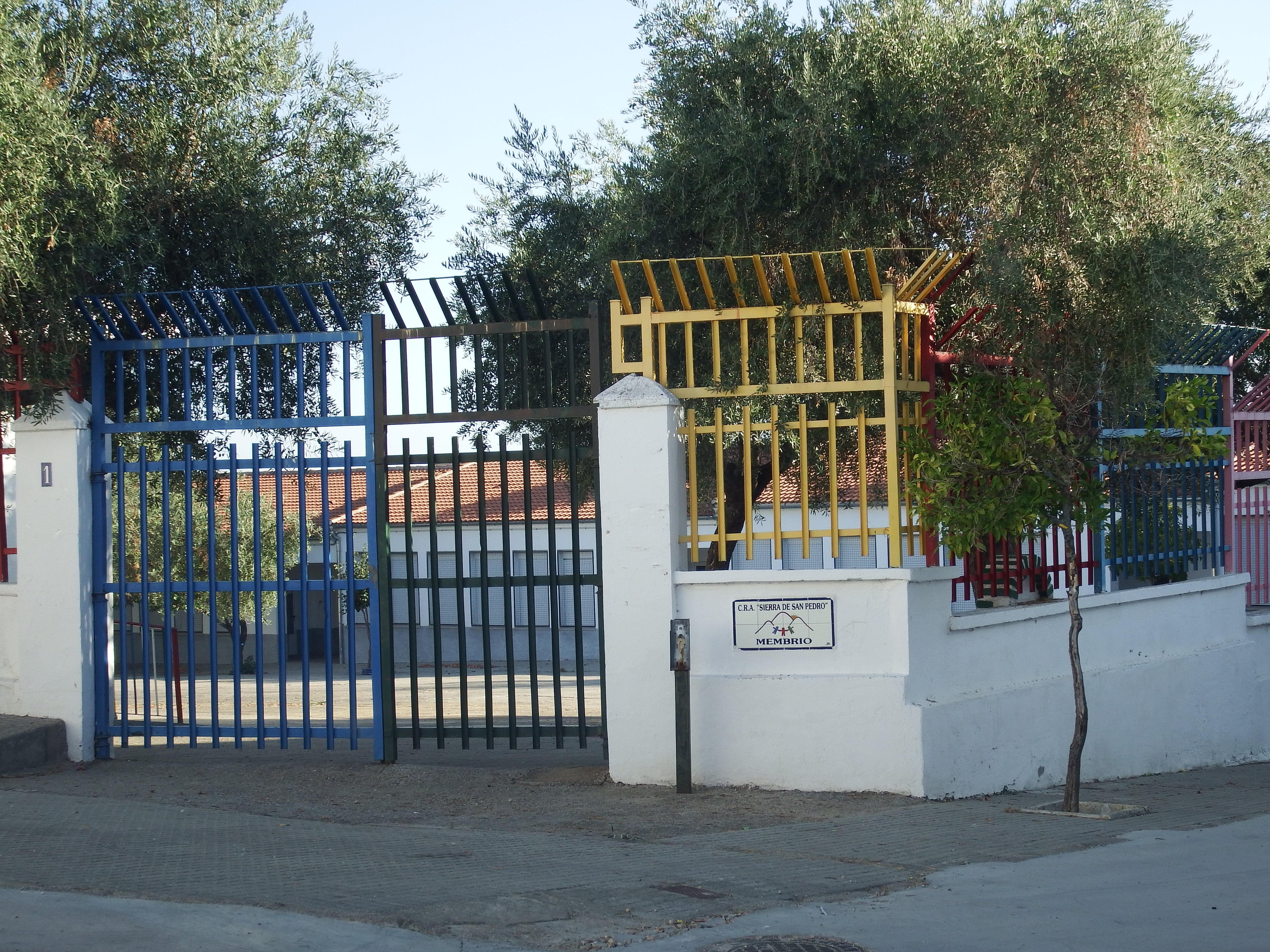
Sede en Membrío del Centro Rural Agrupado "Sierra de San Pedro"

### Educación
El pueblo forma parte del CRA Sierra de San Pedro de Salorino.

### Sanidad
Pertenece a la zona de salud de Salorino en el área de salud de Cáceres. El pueblo cuenta con un consultorio de atención primaria en la calle Rodríguez de la Fuente. En Membrío hay además una farmacia, que coordina sus turnos de guardia con las farmacias de Valencia de Alcántara.

## Patrimonio

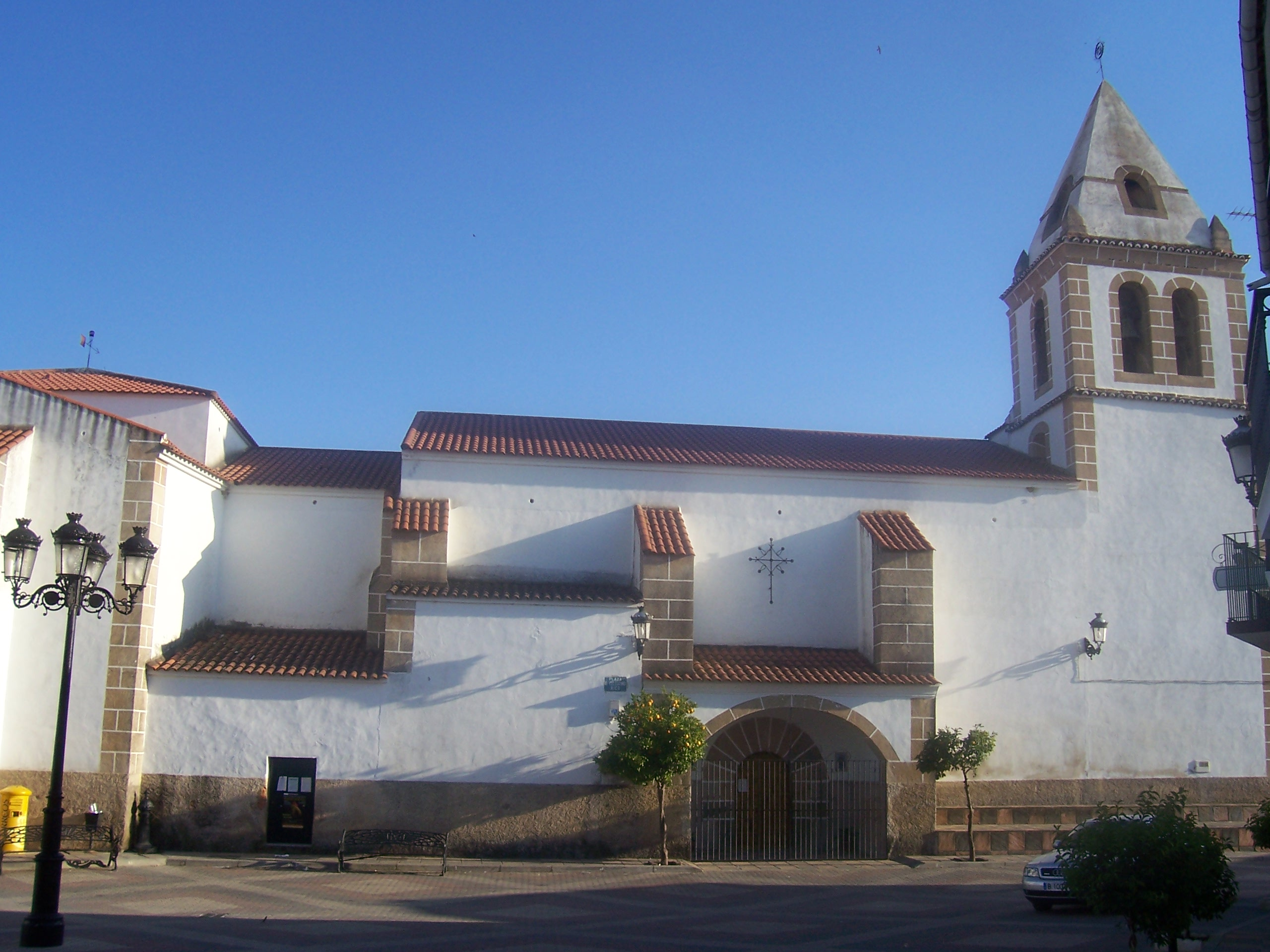
Iglesia de Nuestra Señora de Gracia, Membrío.

Los principales monumentos del municipio son:
- Iglesia de Nuestra Señora de Gracia, templo barroco del siglo XVIII cuyo origen se remonta a mediados del siglo XVI;
- Ermita de San Bernabé;
- Varias fuentes de aguas ferruginosas y sulfurosas;
- Ruinas en la finca del Parral que podrían ser de un antiguo castro;
- Antiguas minas de oro.

## Cultura

### Festividades
Su fiesta mayor es el 15 de agosto, estando dedicada a la santa patrona, Nuestra Señora de Gracia. En estos días el pueblo ve aumentar su población de manera notable. Otras fiestas apreciadas son sus Carnavales y la Semana Santa, durante la cual se organizan procesiones de gran vistosidad.

### Tradiciones
El folclore y el cancionero membrilleros incluyen una gran variedad de manifestaciones, como son los cánticos de bodas. Por ejemplo, A la gala de la casada es una larga jota que los convidados a un banquete dedican a la pareja acompañándose de percusiones improvisadas.

### Gastronomía
- Migas: pan picado, manteca de cerdo y aceite de oliva, pimiento rojo en rama, pimentón, ajos y sal. Se comen con sardinas asadas.
- Prueba de cerdo: se prepara adobando la carne de cerdo en tiempos de matanza.
- Frite: carne de cordero, y cubitos de patata son la base de este suculento plato.
- Quesos : de cabra y oveja.
- Empanadas dulces : deliciosas empanadas rellenas de masa dulce a base de anís. se hornean en la panadería. Un delicia.
- Rosquillas blancas : rosquillas planas y de enorme tamaño, típicas de las bodas y recubiertas de un delicioso revestimiento fundente de un blanco reluciente.